# Pelzhaus Kunze

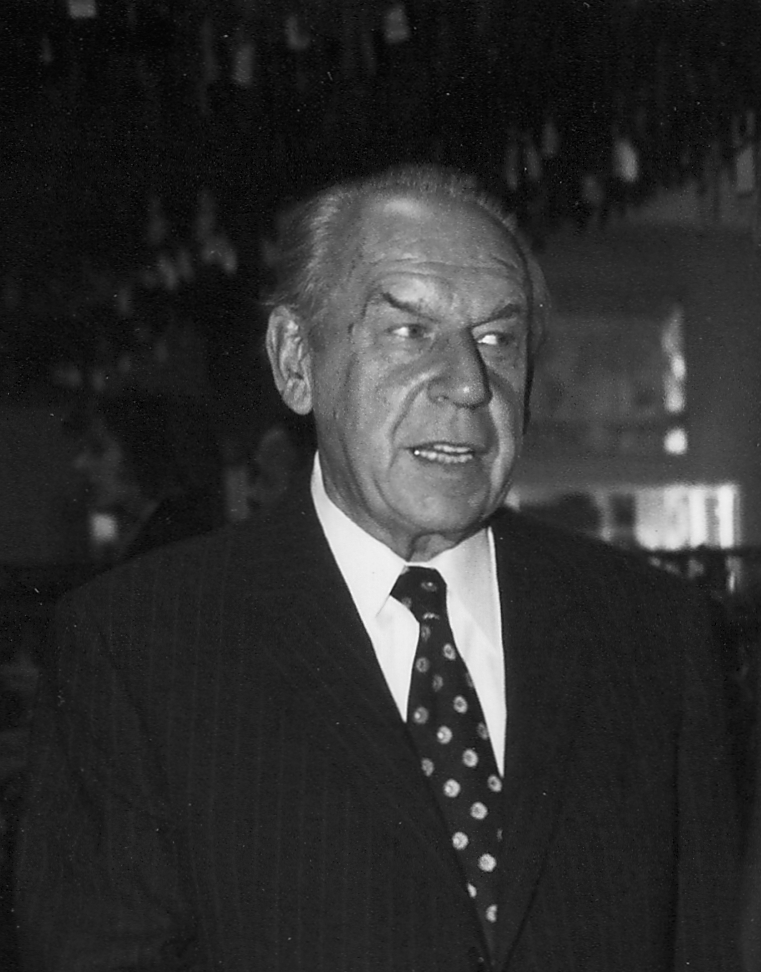
Paul Kunze (1976)

Das Pelzhaus Kunze in Mannheim gehörte unter seinem Inhaber Paul Kunze (* 21. Juni 1902 in Marseille; † 6. Juli 1993 in Mannheim) und seinem Sohn Dieter Kunze (* 12. Juni 1934 in Mannheim) zu den „bekanntesten Pelzhäusern der Bundesrepublik“.

## Firmengeschichte

### Eisenach
Am 2. Oktober 1863 machte  sich der Kürschner Carl Kuntze in Eisenach, Thüringen mit einem Kürschnergeschäft selbständig. Bereits sein Vater war Mützenmacher und Kürschner. Er kam aus einer Familie, die seit 1718 das Schneiderhandwerk betrieb. Wie damals häufig, erlernte er neben dem Kürschnerhandwerk auch das des Mützenmachers, zusätzlich sogar das Beutlerhandwerk. Von seinen fünf Söhnen wurden zwei ebenfalls Kürschner, Wilhelm und Richard Kunze. Wilhelm Kunze († 1945) blieb in Eisenach und übernahm das Geschäft seines Vaters. Das renommierte Eisenacher Geschäft wurde von Wilhelm bis zu seinem Tode im Jahr 1945 geführt. Dessen einziger Sohn, Herbert Kunze, war im Krieg gefallen, und so übernahmen die Ehefrau und die Tochter Lieselotte das Geschäft, beide hatten ebenfalls das Kürschnerhandwerk erlernt. Mutter und Tochter mussten 1960 wegen der in den DDR „gegenwärtigen dortigen Verhältnissen“ das Eisenacher Geschäft aufgeben. Beide übersiedelten nach Mannheim, um im dortigen Haus Kunze mitzuarbeiten.

### Mannheim

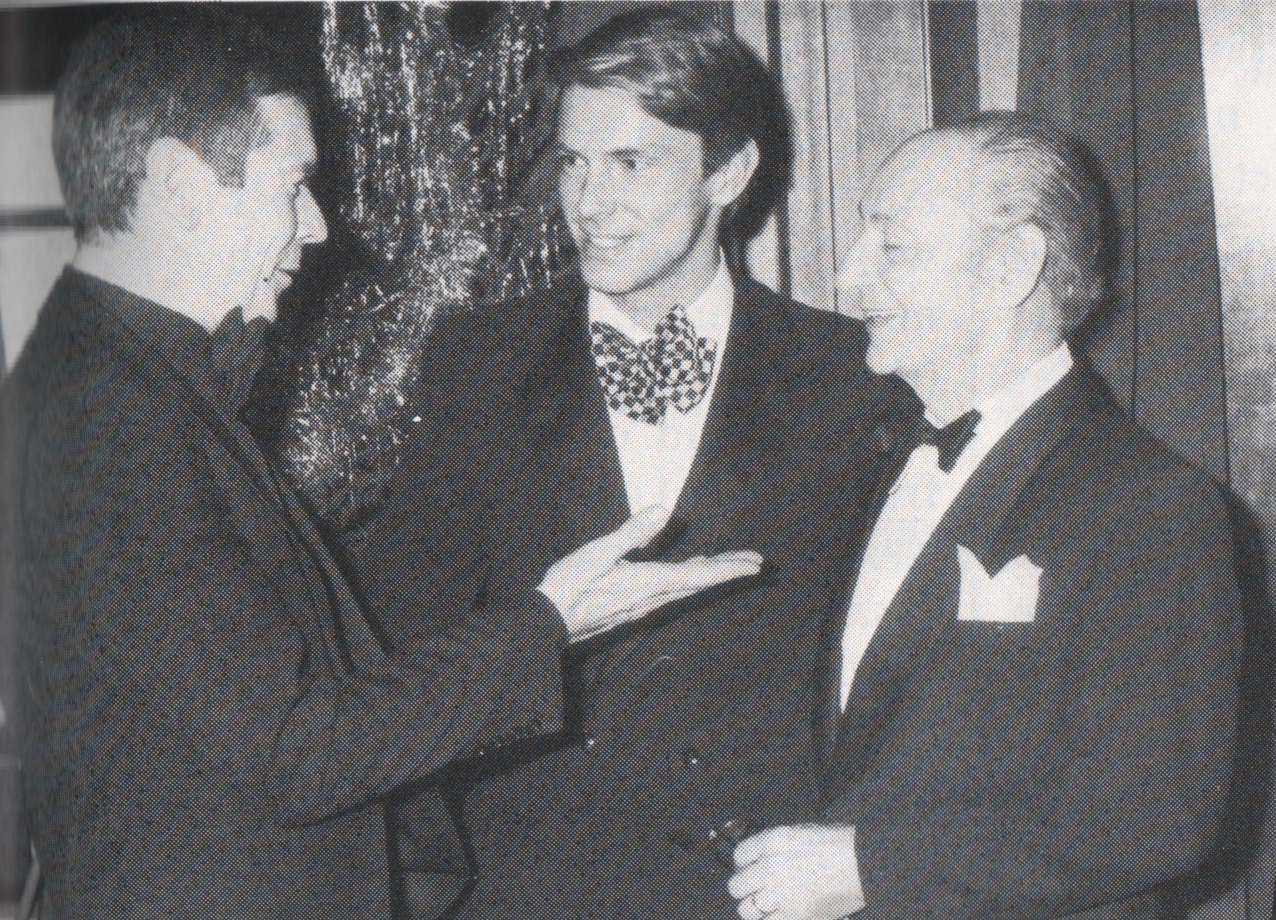
Von links:Dieter Kunze, Wolfgang Joop, Pelz-Konfektionär Heinz Müller (1979)

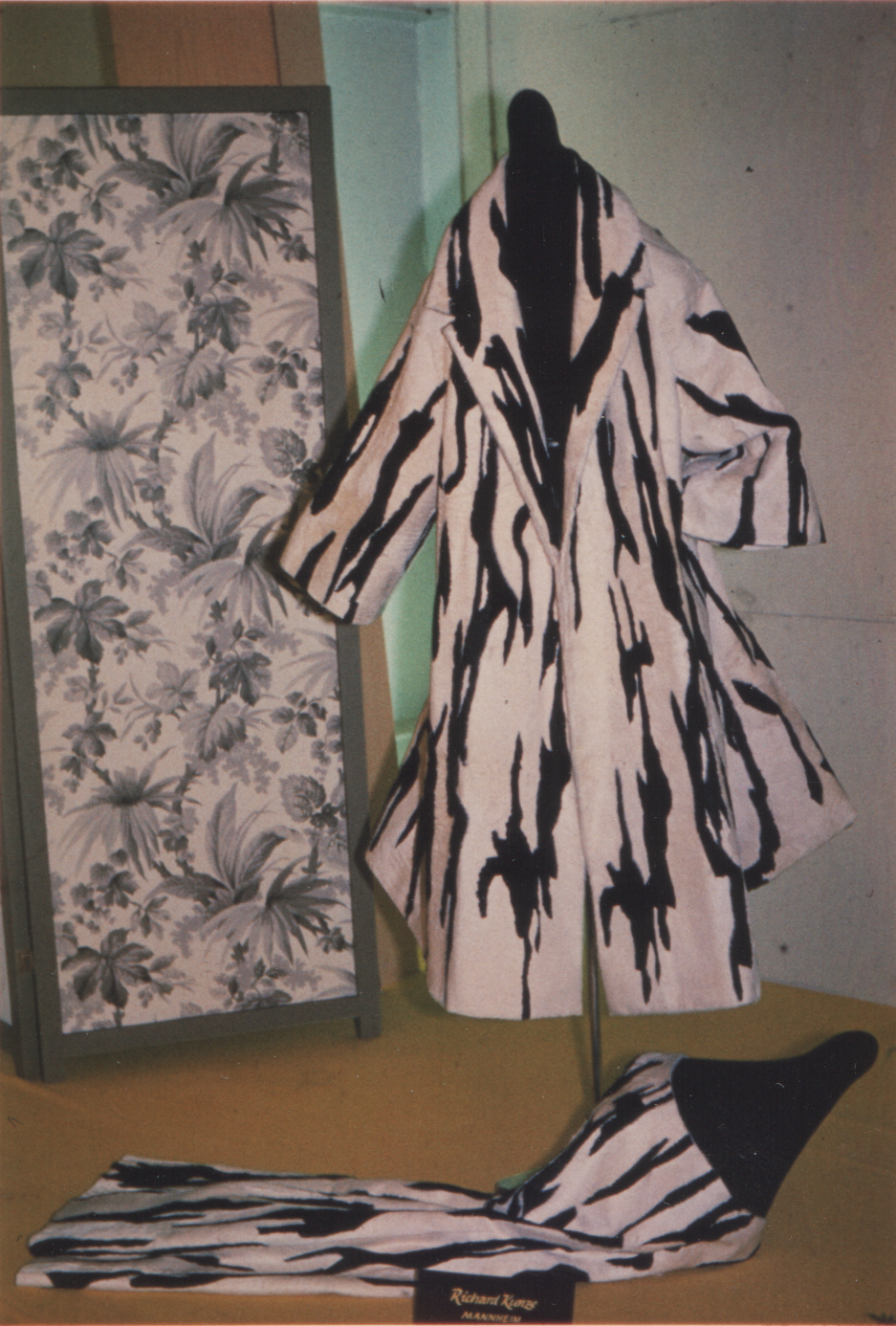
Prämiertes Breitschwanz-Complet (1961)

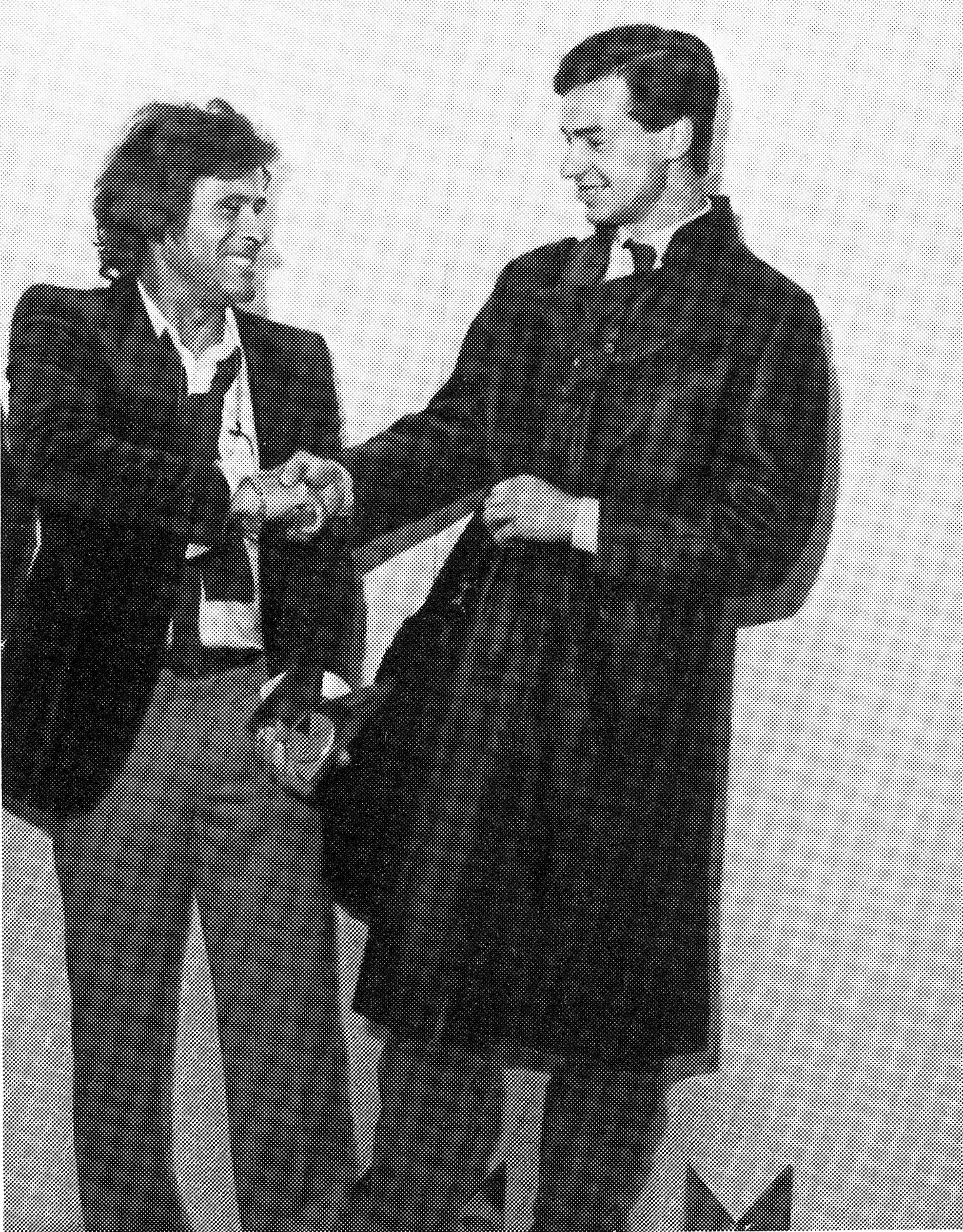
Roland Kunze (rechts) empfängt eine Goldmedaille (1981)

Richard Kunze ging nach seinen Wanderjahren, die ihn nach in Leipzig, Paris und Marseille geführt hatten, nach Mannheim und eröffnete dort 1903 im Stadtquadrat M 1 unter seinem Namen ein Kürschnergeschäft.
Mannheim war zu dieser Zeit eine sich ungewöhnlich schnell entwickelnde Handels-, Industrie- und Hafenstadt und auch die Firma Richard Kunze vergrößerte sich schnell. Schon bald zog er in die damaligen Rathaus-Kolonnaden und 1918 in das eigene, jetzt zum Geschäftshaus ausgebaute, Gebäude am Paradeplatz. Der Sohn Paul Kunze war noch neun Monate vor dem Umzug nach Deutschland in Marseille zur Welt gekommen. Im väterlichen Geschäft erlernte auch Paul das Kürschnerhandwerk. Nach der 1918 begonnenen Lehre bildete er sich in  Lausanne, Leipzig, Berlin und Paris fort. Im Jahr 1924 legte er die Meisterprüfung mit der Note „sehr gut“ ab und trat wieder in den Betrieb seines Vaters ein.
Nach dem Tod des Vaters im Jahr 1941 übernahm Paul Kunze die Leitung der am Mannheimer Paradeplatz gelegenen Firma. Während des Zweiten Weltkriegs (1939–1945) wurde das Geschäftshaus zerstört, lediglich das eingeschossige Teil konnte bis 1949 noch genutzt werden. Am 1. Oktober 1949 wurden die neuen Verkaufsräume mit sieben Schaufenstern und vergrößerter Ladenfläche an alter Stelle wieder eröffnet. Es dauerte bis 1953, bis das Haus erneut auf fünf Stockwerke aufgebaut war.
Neben der Führung seines exklusiven Geschäfts engagierte sich Paul Kunze in außergewöhnlichem Maß innerhalb der Pelzbranche. Er war Gründer und von 1947 bis 1966 Vorsitzender des Modeausschusses im Kürschnerverband, eine Aufgabe die später sein Sohn Dieter, die vierte Generation, fortführte. Paul und später auch Dieter Kunze gaben in Vorträgen ihr Wissen an die Schüler der Bundes-Pelzfachschule in Frankfurt am Main weiter. Von 1950 bis 1960 hatte Paul Kunze den Posten des Zweiten Vorsitzenden des Zentralverbands des Kürschnerhandwerks inne, er war Vorstandsmitglied im Qualitätsschutzverband der Kürschner, ab 1953 war er Vorsitzender der Werbegemeinschaft Mannheim. Neben zahlreichen anderen Auszeichnungen für die im eigenen Atelier entstandene Pelzmode gewann das Haus Kunze beim jährlichen Leistungswettbewerb des Kürschnerhandwerks regelmäßig eine Goldmedaille. Privat war Paul Kunze kunstinteressiert und Mäzen vieler Künstler. Zu seinem 70. Geburtstag schrieb der Mannheimer Morgen: „Zugegeben, nicht alle haben einen Pelzmantel von ihm im Schrank. Aber wer Paul Kunze ist, das weiß in Mannheim jeder“. 1977 bekam er dann den Bloomaulorden, die höchste bürgerschaftliche Auszeichnung, die in Mannheim vergeben wird. Er erhielt das Bundesverdienstkreuz am Bande und 1974 das Bundesverdienstkreuz Erster Klasse. Im Jahr 1984 übergab er die Leitung des Geschäfts an seinen Sohn Dieter Kunze.
Die Modenschauen des Hauses Kunze waren jeweils ein gesellschaftliches Mannheimer Ereignis. Als man 1978 das 75-jährige Firmenjubiläum feierte, rechnete man zu der von Dieter Kunze zusammengestellten und moderierten Schau mit etwa 800 Gästen, es meldeten sich 2800 Besucher an. 25 Jahre später, zum 100-jährigen Jubiläum, erstellte man eine „kleine kulturhistorische Studie“, die die vergangene Mode in Pelz und Textil nachbildete, „Die Pelzmode im Wandel von 100 Jahren“. Die Kollektion wurde 1964 von der Frankfurter Rauchwaren-Messe GmbH erworben. Sie wurde auf der Frankfurter Pelzmesse 1964 gezeigt und stand später gegen ein kleines Entgelt Pelzbetrieben für Modenschauen zur Verfügung. Außer in zahlreichen deutschen und Schweizer Betrieben wurde sie in Wien, London, Liverpool, Birmingham und Brüssel vorgeführt, 1983 sogar in Dallas, USA. Auch fanden die meisten Modelle Aufnahme in den Branchen-Dokumentationsfilm „Die zweite Haut“. Ein Teil der Kollektion befand sich im Jahr 2018 noch beim Deutschen Pelz-Institut, Frankfurt am Main.
Wie schon seit Vater, war Dieter Kunze während seines Berufslebens bekannt für sein Gespür für gutes Pelzdesign. In das Buch „Der Mann im Pelzmantel“ der Italienerin Anna Muncchi aus dem Jahr 1988 wurde das Foto eines Herrenmantels mit Kutscherkragen aus mit Leder eingefassten Nerzquadraten aufgenommen. 1988 beauftragte ihn die skandinavische Pelztier-Züchtergemeinschaft Saga mit der Leitung ihres neu geschaffenen Design-Centers, in dem Modedesigner mit der Verarbeitung von Fellen vertraut gemacht werden. Dieter Kunze schloss sein Geschäft im Winter 1987/88. Im Jahr 1991 zog er sich auf seine Farm in Helsinge bei Valby zurück, etwa 40 Kilometer von Kopenhagen entfernt.
Auch betätigte Dieter Kunze sich, wie sein Vater, als Förderer der Kunst. Noch im Dezember 2010 eröffnete er „in seiner letzten Amtshandlung als Vorstand der Rudi-Baerwind-Stiftung“ (und als ihr Mit-Stifter) eine Ausstellung im Mannheimer Kunstverein.
Die Kinder Miriam (später verh. Lörz) und Dieter Roland hatten 1988 sich unter dem Firmennamen Kunze + Kunze in Mannheim mit zwei Pelzläden selbständig gemacht, mit einem kleinen Laden mit einer Fläche von 55 Quadratmetern und zwei Schaufenstern und einem Hauptgeschäft mit 220 Quadratmetern. Das kleine Geschäft gestalteten sie jugendlich mit verzinkten Stahlträgern, Holzboden und weißer Tapete und in Plastik eingewickelten Strohballen als Sitzgelegenheit. Zusätzlich zu den angebotenen Designerpelzen hatte Miriam eine eigene Lederkollektion entworfen. Der größere Laden, vorher ein Möbelhaus, erhielt als Zusatz zum Firmenschriftzug die Worte „Pelz“ und „spontan“. Hier befand sich auch die Werkstatt. An dieser Einrichtung, mit den Materialien Holz, Stahl und Glas, war auch ein Karlsruher Bildhauer beteiligt. Außer der Pelzkollektion von etwa 200 Teilen gab es als Ergänzung eine Textilkollektion. Mit einer spektakulären Modenschau vor der Kulisse eines Flugzeug-Hangars machten Miriam, 26 Jahre, und Roland, 28 Jahre, im Jahr ihrer Geschäftsgründung „mit einem anderen Pelz“, mit witzigen farbigen Kreationen auch eine junge Kundschaft auf sich aufmerksam.

Modenschau im Jahr 1980
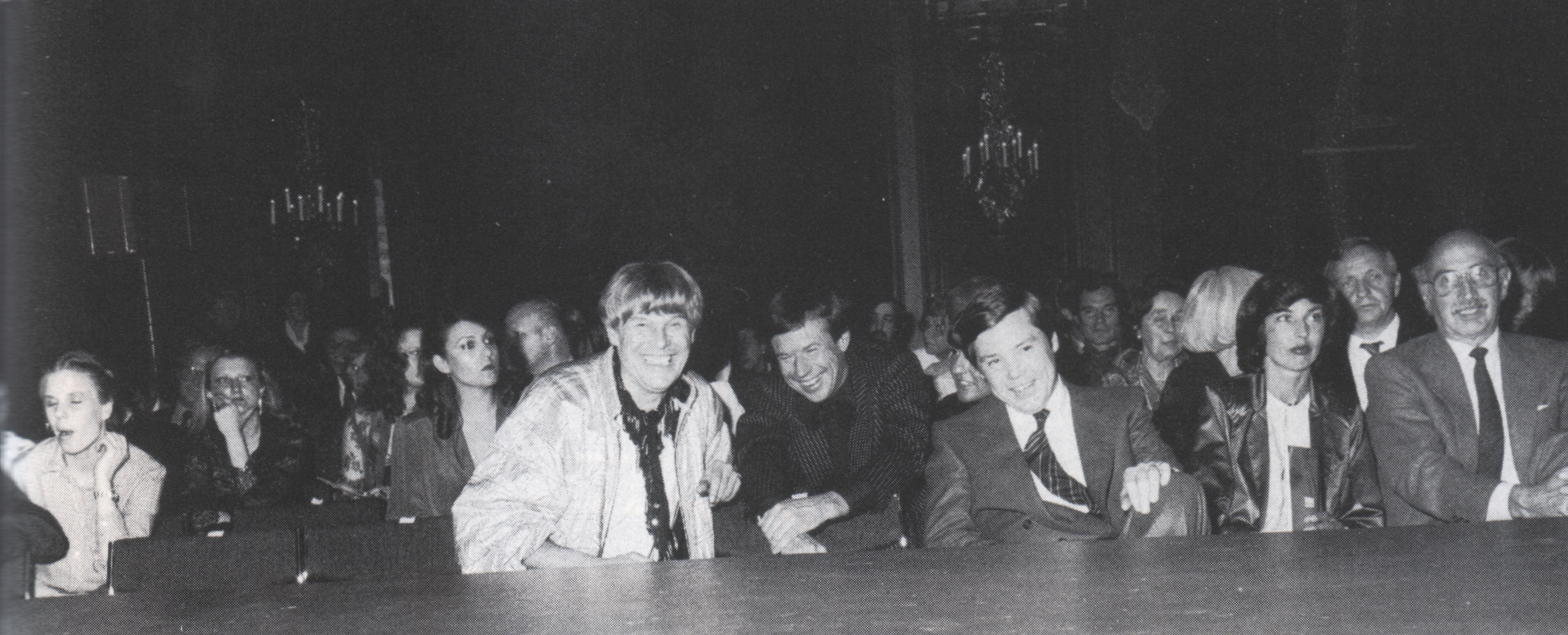
Vorn links Pelzdesigner Dieter Zoern, daneben Dieter Kunze
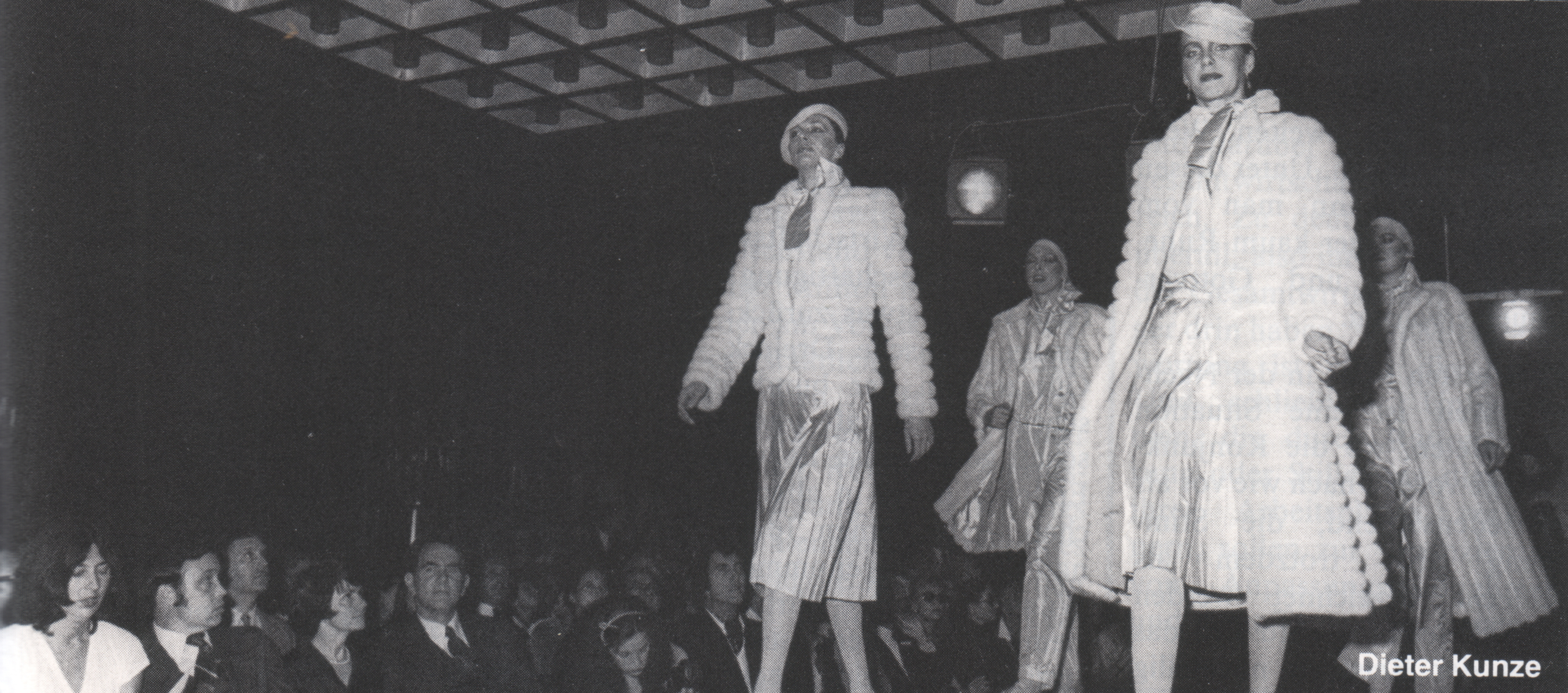
Auf dem Laufsteg: Pelzmodelle der Firma Dieter Kunze

## Werke
- Paul Kunze: Die Geschichte des Kürschnerhandwerks. In: Der Kürschner. 1953.
- Paul Kunze, Friedrich Hering: Die Geschichte des Rauchwarenhandels. In: Der Kürschner. 1953.[20]
- Paul Kunze: Vom Wesen der Mode. In: Der Kürschner, 2., überarbeitete Auflage, 1958, J. P. Bachem, Verlagsbuchhandlung, Köln, 1956
- Dieter Kunze: Kürschner Fachtechnik, Gegenwart + Zukunft. In: 20 Jahre Bundespelzfachschule – Aufbruch in eine neue Generation. 1988.